# 李炳辰
李炳辰，中国大陆男演员、歌手，毕业于北京舞蹈学院中国民间舞系。影视代表作：电影《麻辣学院》《金手指》，音乐代表作：《男人也有眼泪》《爱蒙住我的眼》《100分》。就职于中国艺术研究院舞蹈研究所，主要从事表演、舞蹈研究、舞蹈表演理论与实践教学。

## 演艺经历
李炳辰因同刘德华合作拍摄了香港导演关锦鹏执导的《旭日升》广告及MV《爱情新活力》出道。2002年，李炳辰主演校园偶像剧《绿茵小子》，剧中饰演关山。
2003年，参演由吕良伟、颜丹晨、王同辉等共同主演近代传奇剧《金手指》，李炳辰在剧中饰演男二号包杰。2005年，李炳辰搭档于娜、王珏、王蓉联袂主演广播音乐偶像剧《那些花儿》。
2007年，发行单曲《100分》。同年，主演电影《特区好男儿》。同年，搭档林爽、林颂杰、罗家英、郑佩佩共同主演电影《功夫好男儿》，李炳辰在片中饰演方临的好友阿勇。
2009年，李炳辰发行专辑《如果没有你的爱》，其主打歌《如果没有你的爱》获得chinaV封神榜冠军、tvb劲歌金曲冠军、雪碧榜冠军、亚太音乐榜冠军及荣获凤凰卫视金曲。
2011年，李炳辰参加中央人民广播电台文艺之声公信榜的现场LIVE音乐活动。2012年，李炳辰发行单曲《男人也有眼泪》。同年，凭借歌曲《男人也有眼泪》获得环球音乐榜中国内地最佳男歌手奖。
2017年，李炳辰搭档蒋欣、九孔、郝邵文、黄品源等联合主演的新时代青春校园喜剧电影《麻辣学院》上映。
2024年，搭档李沐宸、叶盛佳共同主演的《龙王令》在横店正式开机，李炳辰在剧中饰演的凤青云是女主的二叔，该角色拥有着超高医术，逻辑缜密，心地善良，对于凤青云很是照顾，在女主的成长之路上有着重要的地位，无论外型还是性格都非常讨喜，具有很强的人格魅力。

## 影视作品

### 电影
| 年度   | 片名       | 角色 | 备注       |
| ------ | ---------- | ---- | ---------- |
| 2007年 | 特区好男儿 | 歌手 |            |
| 2007年 | 功夫好男儿 | 阿勇 |            |
| 2017年 | 麻辣学院   | 炳辰 | 李金翰执导 |

### 电视剧
| 年度   | 剧名     | 角色   | 备注                           |
| ------ | -------- | ------ | ------------------------------ |
| 2003年 | 绿茵小子 | 关山   |                                |
| 2003年 | 金手指   | 包杰   | 江洪导演                       |
| 2024年 | 龙王令   | 凤青云 | 北京新海视文化传媒有限公司出品 |

## 音乐作品
| 年度   | 曲名           | 备注                                                                            |
| ------ | -------------- | ------------------------------------------------------------------------------- |
| 2007年 | 100分          |                                                                                 |
| 2011年 | 爱蒙住我的眼   |                                                                                 |
| 2012年 | 男人也有眼泪   | 获得环球音乐榜中国内地最佳男歌手奖                                              |
| 2009年 | 如果没有你的爱 | chinaV封神榜冠军、tvb劲歌金曲冠军、雪碧榜冠军、亚太音乐榜冠军及荣获凤凰卫视金曲 |